# Vila Franca das Naves
Vila Franca das Naves ist ein Ort und eine ehemalige Gemeinde (Freguesia) im portugiesischen Kreis Trancoso. Die Gemeinde hatte 963 Einwohner (Stand 30. Juni 2011).
Am 29. September 2013 wurden die Gemeinden Vila Franca das Naves und Feital zur neuen Gemeinde União das Freguesias de Vila Franca das Naves e Feital zusammengeschlossen. Vila Franca das Naves ist Sitz dieser neu gebildeten Gemeinde.